# Hans Galperin
Hans Galperin (* 15. Dezember 1900 in Bachmut (nahe Donetsk) in der heutigen Ukraine; † 19. Dezember 1994 in Bremen) war ein deutscher Richter, Hochschullehrer und Bremer Landesarbeitsgerichtspräsident.

## Biografie
Galperin studierte bis 1923 Rechtswissenschaften an der Universität München und der  Universität Göttingen. Danach wurde er in Bremen 1923 Referendar, 1926 Rechtsanwalt und war bis 1930 auch Hilfsrichter am Landgericht Bremen. Von 1939 bis 1945 diente er als Soldat im Zweiten Weltkrieg. Ab 1945 war er wieder Hilfsrichter am Landgericht und ab 1946 Vorsitzender des Landesarbeitsgerichts Bremen (LAG Bremen). 1953 wurde er zum Präsidenten des LAG Bremen berufen. Obwohl er 1953 zum Richter am Bundesarbeitsgericht gewählt wurde, verblieb er in Bremen. Er lehrte zudem als a.o. Professor an der Hochschule Wilhelmshaven und nach deren Umzug an der Universität Göttingen. 1965 ging er in Pension.
Er war ein sehr anerkannter Richter und trat mit einer Reihe von Veröffentlichungen hervor. Er war Mitherausgeber der Zeitschrift
für Arbeitsrecht. Auf dem Gebiet des Arbeitsrechts war er mit Wolfgang Siebert einer der ersten Kommentatoren des Betriebsverfassungsgesetzes. Er war nach seiner Pensionierung mehrfach Schlichter bei Tarifverhandlungen.

## Werke
- Arbeitsbereitschaft und Bereitschaftsdienst 1960
- Kommentar zum Betriebsverfassungsgesetz mit Wolfgang Siebert, 1963
- Ehrenschutz und Arbeitsverhältnis, 1963
- Kommentar zum Betriebsverfassungsgesetz: Organisation der Betriebsverfassung mit Rolf Marienhagen. Deutscher Fachverlag, Frankfurt am Main, ISBN  3800568268
- Die Stellung der Gewerkschaften im Staatsgefüge, 1970
- Der Regierungsentwurf eines neuen Betriebsverfassungsgesetzes : eine kritische Analyse, 1971
- Das Betriebsverfassungsgesetz 1972 : Leitfaden für die Praxis, 1972.
- Kommentar zum Betriebsverfassungsgesetz. 2 Bände mit Manfred Löwisch. Verlagsgesellschaft Recht und Wirtschaft, Heidelberg 1975/76.